# Патологическая анатомия глоссита, хейлита и стоматита
Из воспалительных поражений тканей орофациальной области наиболее часто встречаются глоссит, хейлит и стоматит. Сочетанное поражение слизистой оболочки полости рта и кожи называется дерматостоматитом.

## Типовые элементы поражения покровных тканей
Поражение покровных тканей (кожи, слизистых оболочек), несмотря на огромное разнообразие конкретных заболеваний, представлено небольшим числом типовых элементов. Выделяют (1) первичные и (2) вторичные элементы поражения. Первичные возникают на видимо неизменённой коже или слизистой, вторичные — вследствие трансформации первичных элементов. В свою очередь, первичные элементы принято делить на (1) экссудативные и (2) продуктивные (пролиферативные), в зависимости от того, какая фаза воспалительного процесса (экссудативная или продуктивная) доминирует.

### Первичные экссудативные элементы
К первичным экссудативным относятся следующие элементы:
- Vesicula (вези́кула, пузырёк) — небольшой полостной элемент, содержащий серозный или геморрагический экссудат. При наличии на ограниченном участке большого числа пузырьков, например, при экземе, говорят о везикулёзе.
- Bulla (бу́лла, пузырь) — крупный (1 см и более в диаметре) полостной элемент с серозным или геморрагическим содержимым.
- Pustula (пу́стула, гнойничок в покровных тканях) — небольшой полостной элемент, содержащий гнойный экссудат. Традиционно микроабсцессы (гнойнички) разделяют на (1) пустулы и (2) апостемы. Если пустулой называют гнойничок кожи и видимых слизистых оболочек, то апостемой — микроабсцесс в ткани внутренних органов (в паренхиматозных и в стенке полых). Соответственно для обозначения множественных элементов используют понятия пустулёз и апостематоз. Выделяют также два особых варианта пустул: (1) фликтену и (2) эктиму. Фликтена — плоская пустула с вялой покрышкой, окружённая венчиком гиперемии. Эктима — глубоко расположенная в коже пустула, после вскрытия которой образуется язва, заживающая рубцом.
- Urtica (уртика́рный элемент, волдырь) — ограниченный острый отёк соединительнотканной основы кожи или красной каймы губ. Типичные элементы возникают при ожоге крапивой (отсюда латинский термин urtica — крапива).

### Первичные продуктивные элементы
К первичным продуктивным относятся следующие элементы:
- Macula (пятно) — очаговое изменение цвета покровной ткани; элемент, не возвышающийся над поверхностью покровных тканей. Различают (1) воспалительные, (2) геморрагические, (3) пигментные и (4) артифициальные пятна.
  - Воспалительные пятна образуются вследствие полнокровия сосудов, они красного цвета различной интенсивности (от розового до тёмно-красного). Если воспалительное пятно приобретает синюшный оттенок, что говорит о длительном венозном полнокровии, его цвет характеризуют как застойно-красный (синюшно-красный). В зависимости от размеров различают два типа воспалительных пятен — (1) розеола (мелкое воспалительное пятно) и (2) эритема (крупное воспалительное пятно). Если изменяется цвет всего кожного покрова вследствие повышенного кровенаполнения сосудов, тогда говорят об эритродермии.
  - Геморрагическое пятно образуется в результате кровоизлияния. Точечное геморрагическое пятно называется пете́хия, пятно крупного размера — экхимо́з. Геморрагическое пятно, возникшее при механическом воздействии на покровные ткани (ударе) и ограниченное поверхностью соприкосновения воздействующего предмета (кулак, камень), называется суффузией (кровоподтёком).
  - Пигментные пятна образуются вследствие очаговой гиперпродукции меланина.
  - Артифициальные (искусственные) пятна в патологии большой роли не играют; к ним относятся, в частности, татуировки.
- Papula (папула, узелок) — мелкий бесполостной элемент, несколько возвышающийся над поверхностью покровной ткани. Может быть результатом не только воспалительных изменений, но и опухолевой пролиферации клеток.
- Tuberculum (бугорок) — бесполостное образование, не обязательно возвышающееся над поверхностью кожи или слизистой оболочки; представляет собой гранулёму при туберкулёзе (туберкул) или сифилисе (бугорковые сифилиды).
- Nodus (узел) — бесполостное образование крупного размера, может быть глубоко расположено в коже и подлежащих тканях, а также во внутренних органах. Также как и узелок, узел может быть результатом разрастания опухолевой ткани.

### Вторичные элементы
Основными вторичными элементами являются следующие патологические изменения покровных тканей:
- Macula secundaria (вторичное пятно, прежде всего, очаги пигментации и депигментации при нарушении обмена меланина).
- Erosio (эро́зия) — поверхностный дефект, заживающий без образования рубца.
- Aphtha (а́фта) — эрозия или язва на слизистой оболочке полости рта правильной округлой или овальной формы с ободком гиперемии и дном, покрытым фибринозным налётом. Глубокие афты (язвы) называют афтами Са́ттона, а поскольку они заживают обычно с образованием рубца,— рубцующимися афтами. В основе развития афты лежит аллергическая реакция типа феномена Артю́са.
- Ulcus (язва) — глубокий дефект, заживающий рубцом.
- Crusta (кру́ста, корка) — ссохшийся экссудат, нередко с примесью крови.
- Lichenisatio (lichenificatio, лихениза́ция, лихенифика́ция) — очаговое утолщение и уплотнение покровных тканей (как правило, образуется при слиянии папул).
- Cicatrix (рубец) — очаговое разрастание плотной грубоволокнистой (рубцовой) соединительной ткани. Различают (1) атрофический, (2) гипертрофический и (3) келоидный рубцы.
  - Атрофический рубец образуется вследствие частичной инволюции грубоволокнистой ткани, при этом поверхность кожи или слизистой несколько западает. Необходимо отличать атрофический рубец от рубцовой атрофии. Рубцовой атрофией называют атрофию тканей вокруг рубца, прежде всего эпидермиса и придатков кожи, эпителия слизистой оболочки.
  - Гипертрофический рубец отличается избыточным образованием соединительной ткани без признаков её гиалиноза, он выбухает над поверхностью покровной ткани.
  - Келоидный рубец (келоид) внешне напоминает гипертрофический рубец, но образован гиалинированной волокнистой соединительной тканью, вследствие чего консистенция его очень плотная.
- Squama (чешуйка) — видимое отторжение роговых масс эпидермиса (в норме десквамация рогового слоя происходит незаметно для невооружённого глаза); сам процесс при этом называется шелушением, которое может быть в зависимости от размера отслаивающихся роговых фрагментов отрубевидным, мелко- и крупнопластинчатым.
- Excoriatio (экскориа́ция, расчёсы) — разновидность эрозий; экскориации являются результатом расчёсов кожи или красной каймы губ на фоне выраженного зуда (pruritus).
- Fissura (трещина) — линейный дефект воспалительно изменённой кожи или красной каймы губ.
- Ссадина — разновидность эрозии; поверхностный дефект, вызванный механическим повреждением (слизистая оболочка полости рта при этом может быть травмирована зубочистками, стоматологическим инструментарием).

### Обозначение воспалительных процессов в покровных тканях орофациальной области
Основные термины для обозначения воспалительных процессов в коже, красной кайме губ и слизистой оболочке полости рта:
- Хейлит — воспаление тканей красной каймы губ.
- Стоматит — воспаление слизистой оболочки полости рта (общий термин).
  - Глоссит — воспаление тканей языка.
  - Гингивит — воспаление тканей дёсен.
  - Палатинит — воспаление мягких тканей нёба.
  - Зае́да (ангулярный стоматит) — воспаление кожи и красной каймы губ в углах рта.
- Дерматит — воспаление кожи (общий термин).
  - Экзема — воспалительный процесс в коже и/или тканях красной каймы губ, сопровождающийся везикулёзом, образованием «серозных колодцев» и мокнутием. «Серозным колодцем» называют вскрывшуюся везикулу, в результате чего образуется точечная эрозия, через которую на поверхность продолжает поступать серозный экссудат, увлажняя очаг поражения. Постоянное увлажнение поверхности поражённой покровной ткани при экземе носит название «мокнутие».
  - Пиодермия — гнойное воспаление кожи и её придатков.
  - Импе́тиго — группа заболеваний со множественными поверхностными пустулами, которые вскрываясь и подсыхая, покрываются корками.
  - Эпидермит — воспаление поверхностного слоя кожи вследствие выраженного повреждения эпидермиса.
  - Гиподермит (панникулит) — воспаление подкожно-жирового слоя кожи (подкожно-жировой клетчатки — гиподермы). Термин целлюлит используется для обозначения воспалительного процесса в жировой клетчатке любой локализации.
  - Угри (acne) — гнойное воспаление сальных желёз.
  - Фолликулит — воспаление волосяного фолликула, чаще гнойное. Выделяют (1) поверхностный и (2) глубокий фолликулит. Кроме того, выделяют остиофолликулит и сикоз.
    - Остиофолликулит — воспаление устья волосяного фолликула.
    - Сикоз — множественный остиофолликулит или поверхностный фолликулит, существующий длительно (хроническое течение).

  - Фурункул — острое гнойно-некротическое воспаление волосяного фолликула, сальной железы и перифолликулярной ткани. Фурункулёз — множественные фурункулы.
  - Карбункул — очаг гнойно-некротического воспаления кожи и подкожно-жировой клетчатки.

## Глоссит
Глоссит, glossitis (от греч. glossa — язык) — воспалительное поражение тканей языка. Различают неинфекционные и инфекционные формы глоссита.
Основными формами неинфекционного глоссита являются следующие:
- Гунтеровский (хантеровский) глоссит («лакированный язык»)
- Десквамативный (эксфолиативный) глоссит («географический язык»)
- «Ромбовидный язык» (ромбовидный глоссит, срединный индуративный глоссит)
- «Складчатый язык» (складчатый глоссит)
- Синдром Мелькерсона—Розенталя (трёхсимптомный вариант).

Складчатый и десквамативный глосситы могут сочетаться.

### Гунтеровский (хантеровский) глоссит
Гунтеровский (хантеровский) глоссит возникает при пернициозной (злокачественной) анемии (болезни А́ддиссона—Би́рмера), а также при так называемых пернициозоподобных анемиях. Язык ярко-красный, блестящий, гладкий («лакированный») из-за атрофии сосочков и эпителия, особенно на кончике. Слизистая оболочка полости рта бледно-жёлтая с петехиальной сыпью. Характерна кровоточивость дёсен. Наблюдается ксеростомия вследствие гипосиалии, и на этом фоне может развиться стоматит. Изменения слизистой оболочки полости рта, в частности языка, нередко возникают задолго до появления общих симптомов пернициозной или пернициозоподобной анемии.
Изменения слизистой оболочки полости рта и языка при железодефицитной анемии обычно напоминают гунтеровский глоссит (спинка языка ярко-красная, гладкая; слизистая оболочка полости рта бледная и сухая), но при этом атрофические изменения менее выражены. Кроме того характерен ангулярный стоматит (заеды).

### Десквамативный глоссит
Десквамативный глоссит рассматривается как порок развития, если его выявляют у новорождённого. У взрослых это поражение обычно возникает на фоне хронической патологии органов желудочно-кишечного тракта. На спинке и боковых поверхностях языка образуются розово-красные пятна неправильной формы с чёткими границами. Слизистая языка в пределах пятен лишена сосочков, эпителий десквамирован (слущен). Пятна окружены серовато-белым тонким бордюром из отслаивающегося эпителия. Они увеличиваются и мигрируют по поверхности языка. Локализация и размеры их могут меняться даже в течение дня. На месте бывших участков десквамации слизистая оболочка приобретает нормальный вид. Иногда процесс может локализоваться на дёснах и слизистой оболочке щёк.

### Ромбовидный глоссит
Ромбовидный глоссит характеризуется частичным или полным отсутствием сосочков на участке спинки языка, имеющем форму ромба или овала, по срединной линии перед желобовидными сосочками («срединный индуративный глоссит»). На месте сосочков образуются папилломатозные разрастания. Процесс хронический. Возможно, ромбовидный язык является пороком развития.

### Складчатый глоссит
Поверхность языка при складчатом глоссите имеет множество мелких и глубоких складок и напоминает рельеф кожи мошонки («скротальный язык» от лат. scrotum — мошонка). Иногда складчатый глоссит сочетается с макроглоссией.

### Синдром Мелькерссона—Розенталя
Различают моно-, би- и трёхсимптомный варианты синдрома Мелькерссона—Розенталя.
Развёрнутый (трёхсимптомный) вариант характеризуется следующими признаками:
- Складчатым глосситом
- Макрохейлитом
- Параличом лицевого нерва.

В ряде случаев этот синдром является формой саркоидоза (болезни Бенье—Бека—Шаумана). Язык при этом увеличен (гипертрофия языка), малоподвижен, неравномерно уплотнён, поверхность его складчато-бугристая с очаговым ороговением. Макрохейлит проявляется воспалительным поражением губ с их увеличением. Губы при этом становятся утолщёнными, плотными за счёт фиброза, реже тестовато-эластичной консистенции. Очаг поражения может локализоваться на слизистой оболочке щеки и представляет собой подушкообразное вздутие. Слизистая оболочка бледно-розовая с отпечатками зубов. Постепенно появляются складки, придающие очагу дольчатый вид. Помимо трёхсимптомного варианта, синдром может протекать как би- и моносимптомный (только макрохейлит или макрохейлит с односторонним параличом лицевого нерва).

## Хейлит
Хейлит — воспалительное поражение тканей губы с вовлечением в процесс красной каймы.
Среди неинфекционных (или предположительно неинфекционных) хейлитов наибольшее значение имеют следующие заболевания и синдромы:
1. Актинический хейлит
2. Атопический хейлит
3. Гландулярный хейлит
4. Катаральный хейлит
5. Контактный аллергический хейлит
6. Абразивный преканкрозный хейлит Манганотти
7. Метеорологический хейлит
8. Экзематозный хейлит (экзема губ)
9. Эксфолиативный хейлит
10. Синдром Мелькерсона—Розенталя (моно-, би- и трёхсимптомные варианты).

### Актинический хейлит
Актинический (от греч. actis — солнечный луч) хейлит — разновидность метеорологического хейлита — развивается на фоне повышенной чувствительности к солнечному и артифициальному ультрафиолету. Болеют в основном мужчины. Как правило, страдает только нижняя губа. Заболевание хроническое, обострения возникают обычно весной.
Различают две формы болезни — сухую и экссудативную:
- Сухая форма — вся красная кайма покрыта сухими серовато-белыми чешуйками, под которыми обнаруживается ярко-красная поверхность.
- Экссудативная форма — красная кайма гиперемирована, отёчна, покрыта быстро вскрывающимися мелкими везикулами. При этом на месте вскрывшихся везикул образуются так называемые серозные колодцы — канальцы, через которые на поверхность красной каймы поступает серозный экссудат, подсыхающий в корки. Характерно появление кровоточащих трещин. Везикулёз и образование серозных колодцев, увлажняющих поверхность поражённых тканей благодаря выделению серозного экссудата, носит название мокнутие. Оно характерно не только для экссудативной формы актинического хейлита, но прежде всего для различных вариантов экземы. Экссудативная форма актинического хейлита нередко сочетается с солнечной экземой кожи лица.

### Атопический хейлит
Атопический хейлит не является самостоятельным заболеванием, это одно из проявлений диффузного нейродермита (атопического дерматита). Поражаются обе губы, при этом процесс переходит с красной каймы на кожу. Основной симптом — лихенизация (лихенификация) красной каймы, т.е. её утолщение и уплотнение, особенно выраженное в углах рта. Поражена не вся красная кайма губы, а её наружная половина. Во время обострения наблюдаются небольшой отёк, гиперемия, множество экскориаций (расчёсов), покрытых корочками, и трещины. В начале заболевания атопический хейлит может быть единственным проявлением диффузного нейродермита.

### Гландулярный хейлит
Гландулярный хейлит — одна из наиболее распространённых форм хейлитов. Он проявляется гиперплазией и гиперфункцией губных слюнных желёз, в ряде случаев гиперплазия желёз обусловлена хроническим воспалением. Может развиться гнойное воспаление с выделением из протоков желёз гнойного экссудата. Характерно образование ретенционных кист (мукоцеле) малых слюнных желёз. Причинами гландулярного хейлита являются механическая травма тканей губы, в том числе зубами, сосание губ и в ряде случаев вирусная инфекция.
Различают первичный и вторичный гландулярный хейлит:
- Первичный гландулярный хейлит — врождённое заболевание. При макроморфологическом исследовании на слизистой оболочке губы, в зоне Клейна (переходной зоне), а при гетеротопии слюнных желёз и на красной кайме (чаще нижней губы) определяются резко расширенные устья малых слюнных желёз в виде красных точек, из которых выделяются капельки слюны. Часто эти точки расположены на небольших узелках, что придаёт очагу поражения зернистый вид.
- Вторичный гландулярный хейлит — осложнение хронических воспалительных заболеваний, протекающих с поражением губ (прежде всего красной волчанки и красного плоского лишая).

### Катаральный хейлит
Катаральный хейлит — один из наиболее распространённых вариантов хейлита. Характеризуется диффузной гиперемией и отёком тканей губы. Иногда определяется незначительная десквамация эпителия. Процесс может быть как неинфекционного, так и инфекционного генеза.

### Контактный аллергический хейлит
В основе этой формы хейлита лежит гиперчувствительность к помаде, пластмассовым мундштукам музыкальных инструментов, не полностью полимеризованной акрилатной пластмассе зубных протезов. Макроморфологически в области контакта с химическим веществом определяется эритема с довольно чёткими границами и шелушение красной каймы (иногда и прилежащей кожи) с образованием мелких серовато-белых чешуек.

### Метеорологический хейлит
Метеорологический хейлит развивается под действием различных метеорологических факторов. Макроморфологически определяется умеренновыраженная гиперемия с застойным (синюшным) оттенком, красная кайма несколько инфильтрирована (уплотнена). Местами образуются плотно сидящие чешуйки. Данная форма хейлита возникает у лиц, работающих на открытом воздухе или в условиях с высокой температурой, сухим воздухом и запылённостью помещения. Одинаково часто встречается зимой и летом. Быстрое улучшение возникает при переводе на работу в благоприятные условия.

### Экзематозный хейлит (экзема губ)
Экзематозный хейлит сочетается с поражением кожи лица. Локализация поражения аналогичная атопическому хейлиту (наружная часть красной каймы). Всегда образуются везикулы, серозные колодцы и мокнутие. Кроме того, отмечается гиперемия, отёк, при хронической экземе — лихенизация. Подобно экземе кожи различают себорейную, микробную и контактную формы экземы губ.

### Эксфолиативный хейлит
Эксфолиативный хейлит — хроническое заболевание с поражением только красной каймы губ. В основе болезни лежит фиброз тканей губы. При этом страдает трофика эпителия, что выражается в нарушении его созревания. Поражение красной каймы имеет вид ленты, идущей от одного угла рта до другого, и занимает внутреннюю половину каймы, прилежащую к слизистой оболочке.
Различают две формы эксфолиативного хейлита — экссудативную и сухую.
- Экссудативная форма развивается остро с отёка губ и появления корок. На красной кайме образуются серовато-жёлтые или желтовато-коричневые корки, которые нередко формируют массивный пласт. Корки никогда не доходят до кожи. После их снятия обнажается ярко-красная, гладкая, чуть влажная поверхность губы. Эрозий при этом не образуется. Слизистая оболочка в зоне Клейна слегка гиперемирована и отёчна, часто покрыта легко удаляющимся серовато-белым клейким налётом. Корки достигают максимального развития каждые 3—6 дней. После их удаления образуется беловатый клейкий налёт, быстро превращающийся в корки. Экссудат может быть с геморрагическим компонентом. Течение болезни длительное, монотонное.
- Сухая форма характеризуется наличием бледно-серых чешуек, которые плотно прикреплены в их центральном участке. Края таких слюдообразных чешуек отстают, что симулирует шелушение. Через 5—7 дней они легко снимаются, обнажая ярко-красную поверхность каймы без образования эрозий. Губы сухие.

### Хейлит Манганотти
Абразивный преканкрозный хейлит Манганотти является облигатным предраковым заболеванием.

## Стоматиты
Стоматиты — воспалительные поражения слизистой оболочки и подлежащих мягких тканей полости рта.

### Классификация
I. Нозологическая самостоятельность
1. Первичные стоматиты — самостоятельные заболевания (например, стоматит Венсана)
2. Вторичные стоматиты — проявления или осложнения других заболеваний (например, стоматит при красной волчанке или скарлатине).

II. Этиологический принцип
1. Стоматиты, развивающиеся под влиянием факторов физической природы (травма, ионизирующее излучение, гальванизм)
2. Стоматиты, развивающиеся под влиянием факторов химической природы (токсический стоматит), в том числе и некоторых лекарственных препаратов (ятрогенный медикаментозный стоматит)
3. Инфекционные стоматиты (вирусные, бактериальные, микотические, протозойные)
4. Аллергические, в том числе аутоиммунные, стоматиты/дерматостоматиты.

III. Течение процесса
1. Острый стоматит
2. Хронический стоматит.

IV. Морфологический принцип
1. Деструктивные (некротические), в том числе эрозивно-язвенные стоматиты
2. Экссудативные стоматиты, в том числе острый катаральный стоматит и везикулярный стоматит
3. Продуктивные стоматиты, в том числе хронический катаральный гиперпластический стоматит (например, пиогенная гранулёма), гранулёматозные стоматиты.

### Лучевой стоматит (радиостоматит)
Радиостоматит является вариантом радиоэпителиита (радиомукозита).
Лучевая реакция при этом развивается постепенно. Первые её проявления возникают на участках, где отсутствует ороговевающий эпителий, и характеризуются отёком и гиперемией. Слизистая оболочка уплотняется, теряет блеск, на ней образуются складки и возникает ороговение, симулирующее лейкоплакию, красный плоский лишай и другие заболевания. При отторжении ороговевшего эпителия образуются эрозии, покрытые серым налётом (так называемый плёнчатый радиомукозит). Типична гипосаливация вследствие поражения слюнных желёз при лучевой терапии (лучевой сиалоаденит). Через 12—14 дней после начала облучения появляются жалобы на сухость во рту, дисфагию, потерю вкуса. Первые признаки радиостоматита — сухость во рту по утрам и ночью, пощипывание на кончике и боковых поверхностях языка. После окончания лучевой терапии слюноотделение, как правило, восстанавливается. Может развиться атрофия вкусовых сосочков вплоть до их полного исчезновения. Вкусовое ощущение при этом может не восстановится. Характерным осложнением радиотерапии является лучевая язва с плотными краями и дном, что требует дифференциальной диагностики с твёрдым шанкром).
Профилактика тяжёлых проявлений и осложнений радиостоматита — санация полости рта и защита металлических коронок пластмассовыми каппами толщиной 1—2 мм, что особенно важно для лиц, имеющих мостовидные протезы. Этим достигается профилактика поражений от вторичного излучения.

### Инфекционные стоматиты и дерматостоматиты

#### Классификация
I. Вирусные стоматиты
А. Герпесвирусные инфекции
1. Простой герпес
2. Опоясывающий лишай (herpes zoster)
3. Ветряная оспа
4. Моноцитарная ангина (инфекционный мононуклеоз).

В. Пикорнавирусные инфекции
1. Герпангина
2. Ящур.

II. Бактериальные стоматиты
А. Фузотрепонематозы
1. Язвенно-некротический гингивостоматит Венсана
2. Ангина Симановского—Плаут—Венсана
3. Гнилостная флегмона дна полости рта (ангина Людвига)
4. Нома (влажная гангрена мягких тканей лица).

В. Специфические бактериальные инфекции
1. Туберкулёз
2. Сифилис
3. Актиномикоз
4. Лепра.

III. Грибковые стоматиты (кандидоз полости рта).
IV. Протозойные стоматиты (трихомоноз полости рта).

#### Вирусные стоматиты
1. Герпетический стоматит и хейлит (простой герпес полости рта и губ)
Различают две формы герпетического стоматита: острый и рецидивирующий. Острый герпетический стоматит развивается в детском возрасте при первом контакте организма ребёнка с вирусом. С конца 2-х суток появляется везикулёзная сыпь, затем — эрозии. Характерна нормализация общего состояния при появлении сыпи. При тяжёлом течении сыпь появляется на коже лица вокруг отверстия рта, на веках, мочках ушей; может развиться язвенно-некротический гингивит с выраженной кровоточивостью. Вирус персистирует в организме всю жизнь. Переохлаждения, ОРВИ и т.п. способствуют развитию рецидивирующего герпетического стоматита и хейлита.
2. Опоясывающий лишай (herpes zoster)
Возбудителем является ДНК-содержащий вирус ветряной оспы и опоясывающего лишая из семейства герпетических вирусов (Herpesviridae). Вирус обладает значительной нейротропностью. На коже поражения возникают по ходу нервов (межрёберных, ветвей тройничного нерва). Элементы сыпи — везикулы, после вскрытия которых остаётся эрозия, подсыхающая в корку, иногда кровянистую. На слизистой оболочке полости рта поражения чаще локализуются на твёрдом нёбе. Сыпь располагается на одной стороне в виде цепочки везикул, после вскрытия которых остаётся линейная эрозия с фестончатым краем, покрытая серым налётом (фибринозный экссудат). Опоясывающий лишай может протекать в виде тяжёлой геморрагической формы.
3. Ветряная оспа
Возбудителем является тот же вирус, что и при herpes zoster. Большинство детей переносят заболевание в течение первого десятилетия жизни. На коже лица, волосистой части головы, туловище, иногда на слизистой оболочке полости рта появляется сыпь в виде пятнисто-папулёзных элементов, в течение нескольких часов трансформирующихся в везикулы до 5 мм в диаметре. Через 1—2 дня пузырьки подсыхают в тонкие буроватые корочки. Они отпадают, не оставляя следа. Сыпь появляется неодновременно (асинхронно), в результате чего по соседству друг с другом оказываются различные элементы (пятна, папулы, везикулы, крусты). Такое разнообразие элементов сыпи, возникшее из-за неодновременного появления их первичных форм, называют ложным полиморфизмом сыпи. На слизистой оболочке полости рта после вскрытия везикул образуются эрозии, которые затем эпителизируются. В тяжёлых случаях встречается геморрагическая форма; при этом везикулы содержат геморрагический экссудат, а на коже и слизистых оболочках, в том числе и полости рта, появляются геморрагические пятна (петехии и экхимозы).
4. Инфекционный мононуклеоз (болезнь Филатова, моноцитарная ангина)
Возбудитель — ДНК-содержащий вирус Эпштейна (Эпстайна) — Барр из семейства Herpesviridae. Болеют дети и лица молодого возраста (особенно военнослужащие) в закрытых коллективах. Развиваются ангина и язвенно-некротический стоматит, шейный лимфаденит (характерно расположение увеличенных лимфатических узлов в виде цепочки по заднему краю грудино-ключично-сосцевидной мышцы). Особенно важными являются изменения в крови: лейкоцитоз до 20×10 9/л (норма 4—9×10 9/л), в лейкоформуле — моноцитоз до 70% (норма 3—8%), тромбоцитопения до 40×10 9/л (норма 200—400×10 9) и наличие атипичных мононуклеарных (одноядерных) клеток в периферической крови. Атипичные мононуклеарные клетки представляют собой трансформированные под влиянием вируса Т-лимфоциты.
5. Герпангина
Возбудителем являются РНК-вирусы семейства Picornaviridae (вирусы Коксаки А и В, ЕСНО-вирусы). Поражаются дорсальные отделы слизистой оболочки полости рта: мягкое нёбо, передние дужки, задняя стенка глотки и, особенно, нёбные миндалины (поэтому в название болезни включён терминоэлемент «ангина»; герпангиной её называют из-за сходства элементов сыпи с элементами при заболеваниях, вызванных герпетическими вирусами). Появляются одиночные или сгруппированные везикулы с серозным экссудатом. Часть везикул редуцируются, не вскрываясь, другие вскрываются с образованием эрозий. Мелкие эрозии могут сливаться в более крупные. Характерна медленная эпителизация эрозивных поверхностей, иногда до 2—3 недель.
6. Ящур (эпидемический стоматит)
Заболевание вызывается РНК-содержащим вирусом рода Aphthavirus семейства Picornaviridae. Источником болезни являются только животные (зооноз). Болезнь протекает, как правило, в острой форме. Особенно восприимчив к вирусу крупный рогатый скот, однако заболевание может возникнуть у собак, кошек, мышей и других животных. Взрослые люди маловосприимчивы к ящуру, чаще болеют дети. Ведущее значение имеет алиментарный путь заражения при употреблении инфицированного сырого молока и мяса. Начало болезни острое. Появляется гиперемия и отёк слизистой оболочки полости рта, губ и конъюнктив, затем везикулы с серозным содержимым. Через 1—2 сут. везикулы вскрываются с образованием обширных эрозий. Красная кайма губ отёчна, покрыта эрозиями, подсыхающими в корки («опалённые пламенем губы»). В период разгара заболевания внешний вид больного характерен. Он «раздражителен, вздрагивает при попытках проглотить слюну, отвергает пищу и питьё, злобно сверкая покрасневшими глазами из-под припухших век» (Е. П. Шувалова, 1976). Как правило, болезнь длится 2—3 нед. После перенесённого заболевания развивается стойкий иммунитет. При тяжёлой форме может наступить смерть.

#### Фузотрепонематозы полости рта
К фузотрепонематозам относят заболевания, возбудителями которых являются бактерии — представители родов Fusobacterium и Treponema, обитающие в полости рта:
- Язвенно-некротический гингивостоматит Венсана
- Ангина Симановского—Плаут—Венсана
- Гнилостная флегмона дна полости рта (ангина Людвига).

Кроме того, к фузотрепонематозам относятся нома, человеческие укусы и гангрена лёгкого. Гангрена лёгкого развивается при попадании в лёгочную ткань фузобактерий и трепонем из полости рта при распространённых поражениях лёгочной паренхимы. При этом местная сопротивляемость ткани дополнительной микробной экспансии резко снижена. Кроме того, воспалительный процесс в лёгком сопровождается прекращением его аэрации в поражённых отделах, что создаёт благоприятные условия для таких микроорганизмов как фузобактерии и трепонемы, являющихся анаэробами.
Нома (влажная гангрена мягких тканей полости рта) встречается у ослабленных детей при тяжёлом течении таких вирусных инфекционных заболеваний как корь, цитомегаловирусная инфекция, генерализованный герпес. При этом развивается выраженный иммунодефицит и угнетение неспецифических защитных реакций. На этом фоне происходит активизация условно-патогенной естественной микрофлоры, в том числе и анаэробных бактерий полости рта.
Фузобактерии, или веретеновидные палочки (от лат. fusum — веретено) представляют собой грам-отрицательные облигатно анаэробные бациллы. Типовым является вид F. nucleatum. Бактерии рода Treponema относятся к спирохетам (подвижным грам-негативным бактериям спиральной формы). Многие виды плохо окрашиваются или совсем не окрашиваются по Граму и Гимзе; они лучше всего различимы с помощью темнопольной или фазово-контрастной микроскопии, а также при использовании методов, включающих импрегнацию нитратом серебра, в частности, методов Левадити и Уортина (Вартина). Патогенные для человека виды в настоящее время считают микроаэрофилами (раньше их относили к облигатным анаэробам). Трепонемы — естественные обитатели организма человека — населяют полость рта, кишечник и половые пути. Наиболее известный вид оральных трепонем — T. vincentii.
1. Язвенно-некротический гингивостоматит Венсана характеризуется появлением некроза ткани десны (чаще сосочка и маргинальной десны), а также слизистой оболочки щёк, реже других отделов слизистой полости рта. Болеют, как правило, лица в возрасте 17—30 лет с несанированной полостью рта и отсутствием должного гигиенического ухода. Часто заболевание присоединяется к ОРВИ (прежде всего к гриппу), ангине; сопровождает ВИЧ-инфекцию, лейкемии, туберкулёз, сифилис. Образующиеся язвы кровоточат, покрыты серовато-жёлтым налётом, отмечается гнилостный запах изо рта, развивается регионарный лимфаденит. Хроническое течение заболевания требует исключить прежде всего ВИЧ-инфекцию.
2. Ангина Симановского—Плаут—Венсана. Болеют чаще юноши, особенно курящие. Поражается нёбная миндалина, как правило, с одной стороны. На ней образуется кратерообразная язва диаметром до 1 см, покрытая белесоватым или грязно-жёлтым налётом. Миндалина увеличена, отмечается гнилостный запах изо рта, развивается подчелюстной лимфаденит со стороны поражённой миндалины, который в ряде случаев может носить гнойный характер (аденофлегмона). Заболевание длится 2—3 нед.
3. Гнилостная флегмона дна полости рта (ангина Людвига). Источником инфекции могут быть разрушенные кариозные зубы нижней челюсти. Развивается некроз (гангрена) мягких тканей дна полости рта. Вначале появляется плотная припухлость, постепенно распространяющаяся на область шеи. При отсутствии лечения развивается сепсис, на фоне которого больные погибают.

#### Туберкулёз мягких тканей полости рта и кожи лица
Традиционно выделяют три клинико-морфологические формы туберкулёза: первичный (развивается при первом контакте возбудителя с организмом человека), гематогенный (послепервичный туберкулёз, возникающий в результате гематогенного распространения сохранившихся микобактерий из мест их фиксации в органах и тканях на фоне резкого угнетения иммунитета) и вторичный (послепервичный туберкулёз лёгких, протекающий на фоне достаточно напряжённого специфического иммунного ответа; внелегочные поражения формируются только в случае декомпенсации иммунной защиты, как правило, в терминальном периоде болезни).
1. Первичный туберкулёз мягких тканей полости рта
Первичный туберкулёз тканей полости рта наиболее часто встречается у маленьких детей. Возбудитель туберкулёза внедряется только в участках повреждения слизистой оболочки полости рта. На месте внедрения образуется инфильтрат (уплотнение) без острых воспалительных изменений (отёка и гиперемии), на месте которого через 1—3 недели появляется язва (первичный туберкулёзный аффект). Типичная локализация язвенного дефекта — десна, язык и губы. Первичный аффект постепенно увеличивается до 1—1,5 см, дно и края его уплотнены и покрыты грязно-серым налётом.
Кроме первичного аффекта специфический процесс развивается в регионарных (подчелюстных, подбородочных) лимфатических узлах в виде казеозного лимфаденита и в лимфатических сосудах, соединяющих первичный аффект и поражённые лимфоузлы (лимфангит). Первичный аффект, лимфаденит и лимфангиит образуют так называемый первичный туберкулёзный комплекс.
2. Гематогенный туберкулёз
Гематогенный туберкулёз органов орофациальной области чаще представлен обыкновенной (туберкулёзной) волчанкой.
Туберкулёзная (обыкновенная) волчанка [lupus vulgaris]. Как правило, болезнь развивается в детском и юношеском возрасте. Основная локализация поражений — кожа лица. Гранулёмы (туберкулы) при этой форме туберкулёза называют люпомы. Они располагаются глубоко в дерме, имеют вид желтовато-красных или красновато-коричневых пятен диаметром до 5 мм. В течение нескольких месяцев инфильтрация усиливается, но, как правило, над уровнем кожи люпомы не приподнимаются (lupus vulgaris planus). При диаскопии (витреопрессии) определяется симптом яблочного желе (цвет люпом при надавливании на них предметным стеклом меняется на жёлтовато-коричневый). Этот оттенок обусловлен гемосидерином, образующимся из разрушающихся эритроцитов в участках микрогеморрагий, возникающих при формировании люпомы. Люпомы имеют мягкую консистенцию, поэтому при надавливании зондом на их поверхности образуется стойкое углубление. Они склонны к периферическому росту и слиянию; при этом образуются сплошные очаги различной величины и очертаний. Течение туберкулёзной волчанки длительное, без лечения — годами. Язвы заживают рубцом. Если люпомы не изъязвляются, то инволюция их завершается нежной рубцовой атрофией кожи.
Наиболее тяжёлыми вариантами туберкулёзной волчанки являются (1) мутилирующая форма и (2) люпус-карцинома. При lupus vulgaris mutilans происходит распространение язвенного поражения на глубжележащие ткани. При этом разрушению подвергаются гиподерма (подкожно-жировая клетчатка), хрящи носа и ушей, что приводит к обезображиванию лица, делая его похожим на морду волка (отсюда термин «волчанка»). При длительном существовании язвенных очагов туберкулёзной волчанки из эпителия в краях язв может развиться плоскоклеточный рак (lupus-carcinoma).
Туберкулёзная волчанка слизистой оболочки полости рта иногда может быть изолированной, но чаще сочетается с поражением кожи лица. Люпомы преимущественно локализуются на дёснах, нёбе (особенно, язычке) и губах. Они представляют собой бесполостные элементы небольшого размера, мягкой консистенции, ярко-красного цвета. Как правило, люпомы группируются на ограниченном участке слизистой оболочки. Вначале этот участок напоминает инфильтрированную площадку. Затем люпомы увеличиваются и очаги поражения становятся похожи на сосочковые или бородавчатые разрастания. Они быстро распадаются с образованием язв различных размеров. Края язв мягкие, изъеденные. Слизистая оболочка вокруг язв застойно-гиперемирована и отёчна. Часть бугорков не распадается. В дальнейшем образуются сплошные негрубые рубцы, на поверхности которых могут формироваться новые люпомы.
3. Милиарно-язвенный туберкулёз
Формой вторичного туберкулёза тканей полости рта является милиарно-язвенный туберкулёз. Он развивается при тяжёлых открытых формах туберкулёза лёгких. Чаще поражаются нёбо, язык, ретромолярная область. При этом образуются мелкие (милиарные) желтовато-серые бугорки, очень быстро распадающиеся. На месте бугорков остаются небольшие язвенные дефекты, сливающиеся между собой в одну большую язву. Она увеличивается за счёт периферического роста и углубления дефекта. Края язвы мягкие, подрытые; дно покрыто кровоточащими грануляциями с остатками желтовато-серого детрита. На дне язв и вокруг них обнаруживаются серовато-жёлтые точки (зёрна Трела) — ещё не распавшиеся бугорки.

#### Поражение мягких тканей полости рта при сифилисе
1. Первичный сифилис
Первичный сифилис характеризуется появлением через 3 недели после заражения первичного сифилитического аффекта (первичной сифиломы). Различают три стадии в процессе формирования первичной сифиломы (морфогенез): стадии пятна, инфильтрации и ульцерации:
- Стадия пятна. Очаг поражения кожи, красной каймы губ или слизистой оболочки полости рта в месте внедрения бледных трепонем представлен очагом гиперемии с чёткими границами.
- Стадия инфильтрации. Постепенно развивается уплотнение (инфильтрация) ткани в области пятна, прежде всего за счёт накопления в очаге воспаления лимфоидных, а затем и плазматических клеток.
- Стадия ульцерации. Ткани в области инфильтрата разрушаются и образуется язва с очень плотными краями и дном (твёрдый шанкр). Дно серо-жёлтое («сальное»). Через 1 неделю увеличиваются и уплотняются подчелюстные лимфатические узлы (регионарный лимфаденит), однако с окружающими тканями они не спаиваются. Затем развивается генерализованная лимфаденопатия (полиаденит).

Однако первичная сифилома не всегда проходит три стадии в своём развитии, она может остановиться на стадии инфильтрата, что особенно характерно при расположении процесса на красной кайме губы.
2. Вторичный сифилис
Длительность вторичного сифилиса 2—2,5 месяца. На коже и слизистой оболочке полости рта появляется сыпь, элементы которой носят название сифилиды. Различают (1) розеолёзные (мелкие очаги гиперемии покровных тканей), (2) папулёзные (узелки) и (3) пустулёзные (микроабсцессы) сифилиды.
На слизистой рта, как и на коже, наиболее часто появляются розеолёзные сифилиды, которые быстро сливаются, образуя сплошные участки эритемы застойно-красного цвета с чёткими границами. Излюбленной локализацией сифилитических розеол в полости рта являются мягкое нёбо и поверхность нёбных миндалин.
Папулёзные сифилиды слизистой оболочки полости рта, как правило, немногочисленные, сгруппированные в кольца и дуги. В основном они располагаются на щеках по линии смыкания зубов, на твёрдом нёбе и боковых поверхностях языка. Сифилитические папулы могут эрозироваться и изъязвляться. При постоянной травме пищей они сливаются в сплошные эрозированные бляшки, покрытые сероватым налётом. Сифилитическая папула, расположенная в углу рта и пронизанная глубокими кровоточащими трещинами, называется сифилитической заедой. В основании такой папулы всегда имеется инфильтрат (уплотнение); поверхность её иногда покрыта корками.
3. Третичный сифилис
Основное значение имеют следующие формы поражения мягких тканей полости рта при третичном сифилисе:
- Бугорковый сифилис
- Гуммозный сифилис
- Интерстициальный глоссит.

Сифилитические бугорки плотные, коричневато-красного цвета, единичные или множественные, сливающиеся в инфильтрат. Они быстро изъязвляются и заживают рубцом. Образующиеся язвочки имеют плотные ровные края. Процесс протекает быстро — проходит несколько месяцев от появления первых элементов до рубцевания.
Гуммы (узлы) распадаются с образованием язвы округлой формы с плотными краями. Заживают язвы с образованием рубца.
Интерстициальный (фибропластический, склерозирующий) глоссит характеризуется замещением мышечных волокон рубцовой тканью. Язык увеличен, плотный, малоподвижен, деформирован (сифилитический цирроз языка).

#### Поражение тканей полости рта при лепре
Наиболее тяжёлая форма лепры — лепроматозная. Чаще при этом поражаются нёбо и язык. Образуются плотные узлы с гладкой коричневато-красной поверхностью. Размер их различен. Узлы могут сливаться, образуя сплошные бугристые очаги. Они часто распадаются с образованием язв с плотными валикообразно приподнятыми краями. Заживают язвы втянутым рубцом. На твёрдом нёбе в процесс вовлекается периост и кость. Кость обнажается после распада узла, может секвестрироваться и возникает сообщение между полостью рта и полостью носа. При поражении мягкого нёба может произойти разрушение язычка. При рубцевании очагов поражения развивается деформация мягкого нёба в виде его укорочения или сращения со стенками глотки.

#### Актиномикоз
Актиномикоз — заболевание, вызываемое гифообразующими бактериями рода Actinomyces. Буквальный перевод с греческого термина «актиномицеты» (лучистые грибы), может вызвать неправильные ассоциации с принадлежностью этих микроорганизмов к царству грибов. На самом деле актиномицеты не имеют оформленного ядра и поэтому относятся к прокариотам (бактериям). Другой сложностью понятия «актиномицеты» является его употребление в двух значениях: широком и узком. В узком значении к актиномицетам относят только представителей рода Actinomyces. В широком значении актиномицетами называют несколько групп родов гифообразующих бактерий (в классификации бактерий Берджи 1994 г. к актиномицетам отнесены бактерии восьми групп, всего 47 родов, тогда как сам род Actinomyces к числу этих микроорганизмов не принадлежит!), в частности, нокардии, способные вызвать заболевание человека (нокардиоз).
Этиология. Актиномицеты (бактерии рода Actinomyces) представляют собой тонкие, прямые или слегка изогнутые палочки длиной 2—5 мкм и диаметром 0,2—1 мкм и нити длиной 10—50 мкм с настоящим ветвлением. Короткие палочки, часто с булавовидными концами, располагаются поодиночке, попарно (при этом они приобретают V- или Y-образную конфигурацию) и в стопках, иногда образуют цепочки и мелкие скопления. Типичны разветвлённые палочки и нити, которые также могут ветвиться. Микроскопически в тканевых срезах актиномицеты представлены плотно сплетёнными нитями в центральном участке колонии и радиально расположенными (в виде солнечных лучей) гифами в периферической её зоне. Колонии гифообразующих бактерий, в том числе и актиномицетов, называют друзами.
Актиномицеты грам-позитивны, но окрашиваются микробные тела неоднородно, в виде чёток. Бактерии неподвижны, спор не образуют, кислотоустойчивостью не отличаются. Факультативные анаэробы; для хорошего роста, как на воздухе, так и в анаэробных условиях, нуждаются в диоксиде углерода. Зрелые колонии (7—14 сут.) обычно шероховатые, рыхлые по текстуре, иногда красного цвета. Хемоорганотрофы, обладают метаболизмом бродильного типа. При сбраживании углеводов образуют кислоту, но не газ, что играет важную роль в патогенезе кариеса (дентина и цемента). Продуктами брожения являются муравьиная, уксусная, молочная и янтарная кислоты, но не пропионовая кислота. Индол не образуют. По признакам образования каталазы и восстановления нитрата вариабельные. Оптимальная температура для роста +35…37 °С.
Актиномицеты — нормальные обитатели слизистой оболочки полости рта человека. Они обнаруживаются в содержимом десневой бороздки (поддесневом зубном налёте). В определённых условиях актиномицеты вызывают развитие двух заболеваний: кариеса (в ассоциации с другими бактериями) и актиномикоза. Они могут быть выделены из кариозных полостей, периапикальных тканей, куда проникают через канал корня. Инкубационный период при актиномикозе — от нескольких дней до многих лет.
Классификация актиномикоза
I. Локализация поражения
1. Челюстно-лицевой актиномикоз (60%)
2. Торакальный актиномикоз (10—20%)
3. Абдоминальный актиномикоз (10—20%)
4. Урогенитальный актиномикоз
5. Актиномикоз кожи
6. Актиномикоз костей
7. Актиномикоз ЦНС
8. Генерализованный актиномикоз (актиномикотический сепсис).

Челюстно-лицевой актиномикоз и его осложнения:
- Кожная форма — при поражении кожи лица
- «Слизистая» форма — поражение в пределах слизистой оболочки полости рта
- Подкожная форма — при вовлечении в процесс подкожно-жировой клетчатки (гиподермы)
- Подслизистая форма — при вовлечении в процесс слизистой оболочки и подлежащих тканей, но не мышц
- Глубокая (межмышечная) форма — при поражении мышц лица и шеи
- Одонтогенная актиномикотическая гранулёма (актиномикотический апикальный периодонтит)
- Актиномикоз больших слюнных желёз (актиномикотический сиалоаденит)
- Актиномикоз языка (актиномикотический глоссит)
- Актиномикоз лимфатических узлов (актиномикотический лимфаденит)
- Костная форма актиномикоза (актиномикотический периостит и остеомиелит)
- Актиномикотический медиастинит
- Актиномикотические гайморит, ринит, менингит и менингоэнцефалит (при распространении процесса через гайморову пазуху и полость носа в полость черепа)
- Актиномикотический сепсис.

II. Клинико-морфологические формы
1. Деструктивная (прогрессирующая, злокачественная) форма — разрушение тканей преобладает над репаративными процессами, при этом образуются крупные и мелкие полости распада
2. Деструктивно-продуктивная форма характеризуется хроническим волнообразным течением (деструктивные процессы сменяются продуктивными, и наоборот).

III. Распространённость процесса
1. Первичный (локальный) актиномикоз — актиномикоз челюстно-лицевой области, т.е. поражение тканей в зоне естественного обитания актиномицет
2. Вторичный актиномикоз — поражение органов и тканей за пределами области типичной локализации актиномицет, развивающееся при распространении процесса.

IV. Периоды заболевания
1. Начальный период
2. Хронический период
3. Период выздоровления.

Актиномикоз челюстно-лицевой области. Большинство (60%) больных актиномикозом — стоматологические больные, что связано с особенностями обитания этих микроорганизмов. Больные актиномикозом составляют до 6% обращающихся по поводу воспалительных заболеваний челюстно-лицевой области. Заболевание развивается на фоне снижения общей и местной резистентности к аутогенной микрофлоре. Развитию актиномикоза этой локализации способствуют такие заболевания, как болезни пародонта, одонтогенные воспалительные процессы, сиалоадениты, тонзиллит. Основная локализация процесса — поднижнечелюстная область, шея, область угла и ветви нижней челюсти. Челюстно-лицевой актиномикоз отличается хроническим течением с неоднократными периодическими обострениями. Присоединение вторичной гноеродной инфекции обостряет и значительно меняет характер течения заболевания.
1. Кожная форма актиномикоза лица. Встречается редко. Наиболее характерная локализация — щёчная, подчелюстная и подбородочная области. Элементы поражения — пустулы и/или бугорки в виде отдельных мелких элементов или сливающиеся в инфильтраты, приподнятые над уровнем здоровой кожи. Часто процесс распространяется на соседние участки.
2. Подкожная форма актиномикоза лица. При подкожной форме образуется ограниченный инфильтрат в гиподерме в непосредственной близости от входных ворот инфекции. Процесс локализуется, как правило, в щёчной области на уровне верхней или нижней челюсти, а также в поднижнечелюстной области. Нередко происходит распространение на соседние области и образование новых очагов. Могут превалировать или экссудативные, или продуктивные процессы.
3. Подкожно-межмышечная (глубокая) форма актиномикоза лица. Начало и морфологическая картина глубокой формы актиномикоза лица разнообразны. Характерно появление воспалительного отёка ткани с последующим их уплотнением.
Морфогенез очага актиномикотического поражения мягких тканей. Различают три стадии в процессе формирования очага поражения при актиномикозе: стадия острого абсцесса, стадия актиномикотической гранулёмы и стадия склероза.
1. Стадия острого абсцесса. В формирующийся очаг повреждения ткани актиномицетами активно мигрируют нейтрофильные гранулоциты (в меньшей степени макрофаги). При участии этих клеток образуется острый абсцесс (локальное скопление гнойного экссудата), как правило, небольших размеров (микроабсцесс). При микроскопическом исследовании в гнойном экссудате можно обнаружить актиномицеты.
2. Стадия актиномикотической гранулёмы. Если актиномицеты сохраняются в месте первичного внедрения, то с течением времени образуется актиномикотическая гранулёма — очаговое разрастание грануляционной ткани (незрелой волокнистой соединительной ткани с обилием тонкостенных сосудов капиллярного типа, окружённых клеточными элементами). Среди клеток в этой ткани преобладают крупные макрофаги со светлой пенистой цитоплазмой (пенистые, или ксантомные, клетки), которые являются специфичными для актиномикотической гранулёмы (клетки-маркеры). Также обнаруживаются колонии актиномицет (друзы). В период обострения процесса друзы окружены гнойным экссудатом. Актиномикотические гранулёмы могут сливаться в один очаг поражения, нередко обширный. По периферии очага образуются новые гранулёмы.
3. Стадия склероза. Грануляционная ткань постепенно созревает в грубоволокнистую соединительную (рубцовую) ткань. Очаг поражения становится очень плотным, его консистенцию сравнивают с консистенцией дерева. На разрезе он напоминает соты из-за наличия множества гнойничков. Кожа синюшная. В гное макроморфологически определяются белые плотные крупинки (друзы). Образуются свищи (фистулы), открывающиеся на коже или слизистой оболочке полости рта, через которые выделяется гной с друзами. Микроскопически в стадии склероза очаг актиномикотического поражения выглядит пёстро: участки рубцовой ткани перемежаются с грануляционной тканью, в которой обнаруживают друзы, в период обострения окружённые гнойным экссудатом.
Актиномикотический остеомиелит. Некроз костной ткани, развившийся под влиянием актиномицет, приводит к образованию краевой узуры или полости с чёткими краями и склерозированными стенками. В центре полости расположен секвестр неправильной формы. Полостей в кости может быть несколько.
Актиномикоз кожи. Различают первичный и вторичный актиномикоз кожи. Первичный возникает при внесении инфекта извне при травмах. Вторичный актиномикоз кожи формируется при распространении процесса из первичного очага. Характерной особенностью актиномикоза кожи является редкое вовлечение в процесс лимфатических узлов, в основном это происходит в случае локализации очага в коже челюстно-лицевой области.
Основные клинико-морфологические формы актиномикоза кожи:
- Атероматозная форма
- Бугорковая форма
- Бугорково-пустулёзная форма
- Нодозная (узловатая) форма
- Гуммозная форма
- Язвенная форма.

1. Атероматозная форма. Встречается обычно у детей. Форма названа атероматозной, поскольку очаг поражения напоминает атерому. При этом образуется инфильтрат округлой формы с чёткими границами. Средний размер — до 5 см в диаметре. Определяется флюктуация из-за эластической консистенции ткани, но поскольку очаг поражения не содержит жидкости, этот симптом называют псевдофлюктуацией. В последующем на месте инфильтрата образуются абсцесс и свищи, через которые выделяется гнойный экссудат.
2. Бугорковая форма. Как правило, бугорковая форма встречается при первичном актиномикозе. Чаще поражается гиподерма. Возникают безболезненные мелкие (до 5 мм в диаметре) плотные бугорки полушаровидной формы тёмно-красного цвета. Бугорки между собой не сливаются. Бо́льшая их часть абсцедирует, вскрываясь с выделением капли гноя. Позже формируются свищи, периодически покрывающиеся корками жёлто-бурого цвета. Характерно распространение на соседние топографические области.
3. Бугорково-пустулёзная форма является своеобразной разновидностью бугорковой формы. При этом глубоко расположенные в коже бугорки пустулизируются и напоминают бугорковый сифилид.
4. Нодозная форма при первичном актиномикозе кожи характеризуется образованием плотного или плотно-эластического малоподвижного безболезненного инфильтрата в глубоких слоях кожи. Средний размер инфильтрата 3×4 см и более. Увеличиваясь, инфильтрат выступает над поверхностью кожи, которая становится тёмно-красной с фиолетовым оттенком. Рядом с основным очагом образуются дочерние. При вторичном актиномикозе кожи узлы крупнее, залегают глубже и спаиваются с окружающими тканями.
5. Гуммозная форма является разновидностью нодозной формы. При этом узлы абсцедируют и вскрываются с образованием нескольких свищей. Часть свищей рубцуется, но вскоре возникают новые. В гнойном отделяемом из свищей нередко видны желтоватые зёрна (друзы актиномицетов).
6. Язвенная форма обычно возникает у ослабленных больных на месте абсцедировавших инфильтратов. Края язв мягкие, подрытые, неровные. Кожа вокруг них с синюшным оттенком. Дно язв покрыто детритом и вялыми грануляциями. Чаще язвы образуются в местах с рыхлой подкожной клетчаткой (подмышечные, над- и подключичные области).

#### Гонококковый стоматит и трихомониаз полости рта
Гонококковый стоматит (гонорея полости рта). Для заболевания характерен вязкий слизисто-гнойный, более или менее обильный экссудат, на слизистой оболочке полости рта образуются эрозии и язвы.
Трихомониаз (трихомоноз) полости рта. Ротовая трихомонада (Trichomonas fenox) — естественный обитатель полости рта, локализуется в десневой бороздке и патологических её аналогах (десневом и пародонтальном карманах). Обладает высокой подвижностью. Способна мигрировать в околоносовые пазухи и лёгкие, перенося на своей поверхности микрофлору полости рта. Т. fenox обнаруживается почти у всех больных тяжёлым пародонтитом, однако роль этого простейшего в этиологии заболеваний полости рта не установлена, и термин трихомониаз полости рта больше используется для обозначения факта лабораторного обнаружения Т. fenox.

#### Кандидамикоз кожи лица, полости рта и губ
Различают следующие формы кандидамикотического поражения покровных тканей орофациальной области:
1. Кандидамикотический стоматит — воспаление слизистой оболочки полости рта, вызванное грибами рода Candida, прежде всего Candida albicans. Выделяют (1) молочницу, (2) атрофический и (3) гиперпластический кандидоз полости рта, а также (4) кандидамикотический ангулярный стоматит:
- Молочница полости рта. В целом термином «молочница» обозначают кандидоз слизистых оболочек, в том числе и слизистой оболочки полости рта. Как правило, она развивается у детей, прежде всего на фоне лечения антибактериальными препаратами широкого спектра действия. Слизистую оболочку полости рта покрывает рыхлый белый легко снимающийся налёт, вначале рассеянный в виде точечных очагов, напоминающих свёрнутое молоко (отсюда термин «молочница»). Затем очаги сливаются в сплошной налёт.
- Атрофический кандидоз полости рта характеризуется истончением эпителия слизистой оболочки, атрофией сосочков языка. Формируется при длительном течении заболевания.
- Гиперпластический кандидоз полости рта, наоборот, отличается разрастанием эпителия, прежде всего на поверхности языка, усиленным его ороговением и ослаблением процессов физиологической десквамации поверхностных клеток. Слизистую оболочку при этой форме кандидоза покрывает толстый беловатый плотно фиксированный налёт.
- Кандидамикотический ангулярный стоматит (кандидамикотическая заеда) — трещина в углу рта на фоне кандидамикозного поражения; кожа вокруг неё вишнёво-красная, лакированная, окаймлённая серовато-белым венчиком отслаивающегося эпидермиса. Поверхность поражения влажная, корочек нет (в отличие от стрептококковой заеды).

2. Кандидамикотический хейлит. Хроническое заболевание детей и больных сахарным диабетом. Макроморфологически определяется белая плёнка на губах, при снятии которой обнажается кровоточащая поверхность. Эпителий красной каймы истончается, на ней могут образовываться сероватые чешуйки.
3. Кандидамикотический дерматит (кандидоз кожи). Из вариантов кандидоза кожи наиболее часто в стоматологической практике встречается периорифициальный кандидоз кожи, при этом поражается кожа вокруг отверстия рта.

### Аллергические стоматиты и дерматостоматиты
К аллергическим, в том числе аутоиммунным, стоматитам и дерматостоматитам относятся следующие заболевания:
I. Хронический рецидивирующий афтозный стоматит и синдром Бехче́та—Туре́на.
II. Многоформная экссудативная эритема и синдром Сти́венса—Джо́нсона.
III. Аутоиммунные дерматостоматиты — сочетанное аутоиммунное воспалительное поражение кожи и слизистой оболочки полости рта (в ряде случаев встречаются изолированные поражения только кожи или только слизистой оболочки полости рта):
1. Ревматические болезни (красная волчанка, склеродермия)
2. Пузырчатки и близкие к ним заболевания (акантолитическая пузырчатка, буллёзный пемфиго́ид Леве́ра, рубцующийся пемфигоид, пемфигоид слизистой оболочки полости рта, герпетиформный дерматит Дю́ринга)
3. Красный плоский лишай
4. Псориаз.

IV. Контактно-аллергический и токсико-аллергический стоматиты (аллергия на стоматологические материалы, лекарственные препараты, бытовые, косметические и производственные химические соединения).